# Poziție calculată

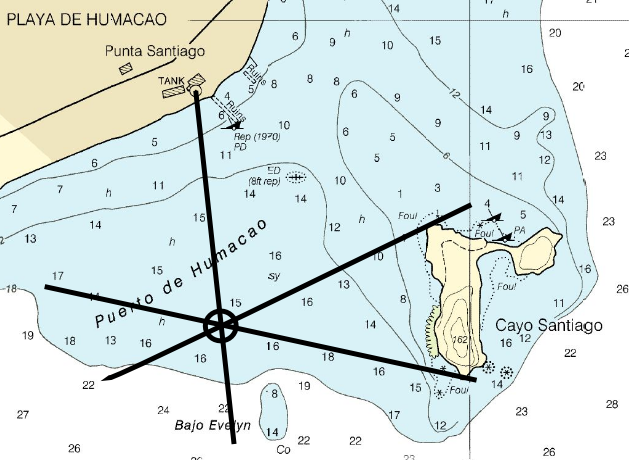

Poziția calculată (în engleză "Position Fix") este punctul indicat pe o hartă (ecran) sau cel determinat de 2 valori numerice furnizate înt-un sistem de coordonate latitudine-longitudine, punct determinat de un aparat de geolocalizare prin recepție radio-satelitară (gen GPS, Glonass, Galileo sau BeiDou). În cazul ideal "poziția calculată"  este aceeași cu "localizarea" (care ea reprezința poziția reală), însă în general ea diferă mai mult sau mai puțin, funcție de sistem, aparat de recepție sau condiții concrete de mediu (relief, vegetație, situație meteo). Precizia determinării nu este critică în aplicațiile uzuale (dirijarea unui vehicul la destinație sau unui turist pe un traseu prestabilit), însă devine importantă în aplicațiile militare sau geocaching (un joc în care participanții trebuie să găsească un obiect (cache), de obicei un înscris ferit de o cutie etanșă, ascuns în natură).